# Micheil-Meschi-Stadion
Das Micheil-Meschi-Stadion (georgisch მიხეილ მესხის სახელობის სტადიონი) ist ein Rugby- und Fußballstadion in der georgischen Hauptstadt Tiflis. Das ehemalige Lokomotiwi-Stadion ist die Heimspielstätte des Fußballclubs Lokomotive Tiflis. Darüber hinaus tragen die georgische Fußballnationalmannschaft sowie vereinzelt die Rugby-Union-Nationalmannschaft und die Rugby-League-Nationalmannschaft des Landes Spiele in der Sportstätte aus. 
Das Stadion wurde 2001 erbaut und hat eine Kapazität von 27.223 Plätzen. Die Spielfläche besteht aus Naturrasen. Es ist das zweitgrößte Stadion in Georgien, nach dem Boris-Paitschadse-Nationalstadion. Seinen Namen erhielt es zu Ehren des georgischen Fußballspielers Micheil Meschi, der 1991 starb.